# Les Sept Mercenaires (film, 2016)
Ne doit pas être confondu avec Les Sept Mercenaires, le film de 1960.
Pour plus de détails, voir Fiche technique et Distribution.
Les Sept Mercenaires (The Magnificent Seven) est un film américain réalisé par Antoine Fuqua et sorti en 2016. Il s'agit d'un remake du film du même nom sorti en 1960 et réalisé par John Sturges, lui-même inspiré du  film Les Sept Samouraïs (1954) chef-d'œuvre d'Akira Kurosawa.
Le film se déroule en 1879, à Rose Creek. L’industriel Bartholomew « Bart » Bogue arrive avec l'intention d'acheter aux habitants leurs terres à bas prix et d'exploiter la mine d'or proche de la ville. Aidé de ses hommes de main, Bogue terrorise les habitants en abattant quelques-uns d'entre eux, dont Matthew Cullen, et en faisant incendier l'église. L’homme d’affaires sans scrupule se retire ensuite à Sacramento, durant trois semaines, le temps que les habitants se décident. Alors que la veuve Emma Cullen rencontre le chasseur de primes Sam Chisolm dans une ville voisine, elle lui réclame son aide. Ce dernier accepte. Afin de fonder une équipe, il recrute aussitôt six hommes de divers horizons : Josh Faraday, Goodnight Robicheaux, Jack Horne, Billy Rocks, Manuel Vasquez et Red Harvest. Après avoir éliminé la garde de Bogue laissée à Rose Creek, les sept mercenaires décident d'entraîner les habitants pour les préparer à résister au retour de Bogue et ses hommes.

## Synopsis
En 1878, quelque part dans l'Ouest américain. L’industriel Bartholomew « Bart » Bogue terrorise les habitants pour les faire fuir, racheter la ville et exploiter la mine d'or qui se trouve dans son périmètre. Bogue et ses hommes vont jusqu'à incendier l'église et abattre quelques habitants pour faire plier les autres. Il se retire ensuite à Sacramento, laissant trois semaines aux villageois pour se décider, sous la surveillance de quelques-uns de ses hommes laissés sur place.
Emma Cullen, dont le mari Matthew a été froidement abattu par Bogue, rencontre le chasseur de primes Sam Chisolm et le supplie de les aider. Très vite, Chisolm recrute une équipe d'hommes violents : l'aventurier Josh Faraday, l'ex-franc-tireur confédéré Goodnight Robicheaux, le chasseur d'Indiens Jack Horne, le lanceur de couteaux chinois Billy Rocks, le bandit mexicain Manuel Vasquez et le guerrier indien Red Harvest.
Après avoir tué les hommes de Bogue restés à Rose Creek, les sept mercenaires s'installent. Bientôt, ils entraînent les habitants au tir pour affronter Bogue et ses hommes. Les sept finissent par s'attacher aux habitants et voient dans cette aventure l'occasion de se racheter pour leur conduite passée. Goodnight Robicheaux décide de fuir, car il est hanté par son passé de militaire et par les hommes qu'il a abattus durant la Guerre de Sécession.
Lorsque Bogue attaque la ville avec plus de 200 hommes, les sept mercenaires et les habitants s'engagent dans une bataille qui va ravager Rose Creek. Les 7 mercenaires ont mis au point divers stratagèmes (tranchées, dynamite, barricades dans l'église…) qui permettent rapidement de prendre l'avantage sur les bandits. Bogue, resté en arrière avec des hommes, fait alors utiliser une mitrailleuse Gatling avec laquelle les habitants sont décimés. Un soldat de Bogue abat de plusieurs flèches Jack Horne, Manuel Vasquez est grièvement blessé par les tirs de mitrailleuse tout comme Faraday. Ce dernier décide de partir à l'assaut de la mitrailleuse, couvert par Billy Rocks et Goodnight Robicheaux, finalement revenu pendant la bataille, qui abattent les bandits du haut de l'église ; Farraday arrive finalement devant la mitrailleuse qu'il fait exploser avec un bâton de dynamite, alors que les ennemis le pensaient mort. Avant d'exploser, la mitrailleuse abat le lanceur de couteaux chinois et son ami le sniper confédéré, Farraday, meurt aussi dans l'explosion de cette mitrailleuse. Red Harvest venge la mort de Jack Horne en tuant le guerrier cheyenne sous les ordres de Bogue. Bogue se rend dans le village désert pour affronter au revolver Sam Chisolm. Ce dernier blesse grièvement l'industriel. Le mercenaire lui confie que sa mère et ses sœurs furent lynchées et violées par les hommes de Bogue durant la Guerre de Sécession. Alors qu'il le force à réciter une prière en hommage à ses sœurs et à sa mère, Emma Cullen tire sur Bogue qui allait lâchement tirer sur Sam.
Le village étant sauvé, Sam Chisolm, Manuel Vasquez et Red Harvest partent à cheval, laissant derrière eux les habitants. Les quatre mercenaires morts sont enterrés à l'entrée du village et vus comme des héros par la population.

## Fiche technique
Sauf indication contraire, les informations mentionnées dans cette section peuvent être confirmées par la base de données cinématographiques IMDb,  présente dans la section « Liens externes ».
- Titre : Les Sept Mercenaires
- Titre original : The Magnificent Seven
- Réalisation : Antoine Fuqua
- Scénario : John Lee Hancock et Nic Pizzolatto
- Direction artistique : Leslie McDonald
- Décors : Derek R. Hill
- Costumes : Sharen Davis
- Photographie : Mauro Fiore
- Montage : John Refoua
- Musique : James Horner

Musique additionnelle : Simon Franglen
- Production : Roger Birnbaum et Todd Black

Coproducteur : Kat Samick
- Sociétés de production : Metro-Goldwyn-Mayer, Sony Pictures Entertainment et Village Roadshow Pictures
- Sociétés de distribution : Columbia Pictures (États-Unis), Sony Pictures Releasing France (France)
- Budget : 90 000 000 $[1]
- Pays d'origine : États-Unis
- Langue originale : anglais
- Format : couleur - 2.35:1 - 35 mm
- Genre : western, action
- Durée : 133 minutes
- Dates de sortie[2] :
  -  États-Unis : 23 septembre 2016
  -  France : 28 septembre 2016

## Distribution

### Les sept mercenaires
- Denzel Washington (VF : Emmanuel Jacomy ; VQ : Jean-Luc Montminy) : Sam Chisolm, le chasseur de primes
- Chris Pratt (VF : David Krüger ; VQ : Philippe Martin) : Josh Faraday, le joueur
- Ethan Hawke (VF : Gilduin Tissier ; VQ : Jean-François Beaupré) : Goodnight Robicheaux, le tireur d'élite
- Vincent D'Onofrio (VF : Thierry Hancisse ; VQ : François Sasseville) : Jack Horne, le pisteur
- Byung-Hun Lee (VF : Stéphane Fourreau ; VQ : Alexandre Fortin) : Billy Rocks, l'assassin
- Manuel Garcia-Rulfo (VF : Benjamin Penamaria ; VQ : Frédérik Zacharek) : Vasquez, le hors-la-loi
- Martin Sensmeier : Red Harvest, le guerrier comanche

### Les autres personnages
- Haley Bennett (VF : Victoria Grosbois ; VQ : Émilie Bibeau) : Emma Cullen
- Peter Sarsgaard (VF : Guillaume Lebon ; VQ : Antoine Durand) : Bartholomew Bogue
- Luke Grimes (VF : Benjamin Pascal ; VQ : Nicholas Savard L'Herbier) : Teddy Q
- Matthew Bomer (VF : Mathieu Moreau) : Matthew Cullen
- Jonathan Joss : Denali
- Cam Gigandet (VF : Igor Chométowski ; VQ : Gabriel Lessard) : McCann
- Emil Beheshti : Maxwell
- Mark Ashworth (VF : Guillaume Bourboulon) : le pasteur
- Billy Slaughter (en) : Josiah
- Dodge Prince : Anthony
- Carrie Lazar (VF : Sandrine Cohen) : Lenny
- Jody Mullins (VF : Bruno Forget) : Caleb Frankel
- Clint James : Fenton
- Dane Rhodes : le shérif Harp
- Ritchie Montgomery (VF : Jacques Bouanich) : Gavin David
- Sean Bridgers (VF : Thierry Garet) : Fanning
- William Lee Scott (VF : Jean-Marc Charrier) : Moody
- Thomas Blake Jr. (VF : Yann Guillemot) : Earl
- Chad Randall (VF : Frédéric Souterelle) : le barman / Powder Dan

 Source et légende : version française (VF) sur RS Doublage et selon le carton du doublage français. version québécoise (VQ) sur Doublage Québec

Photos des interprètes des 7 mercenaires au Festival de Toronto
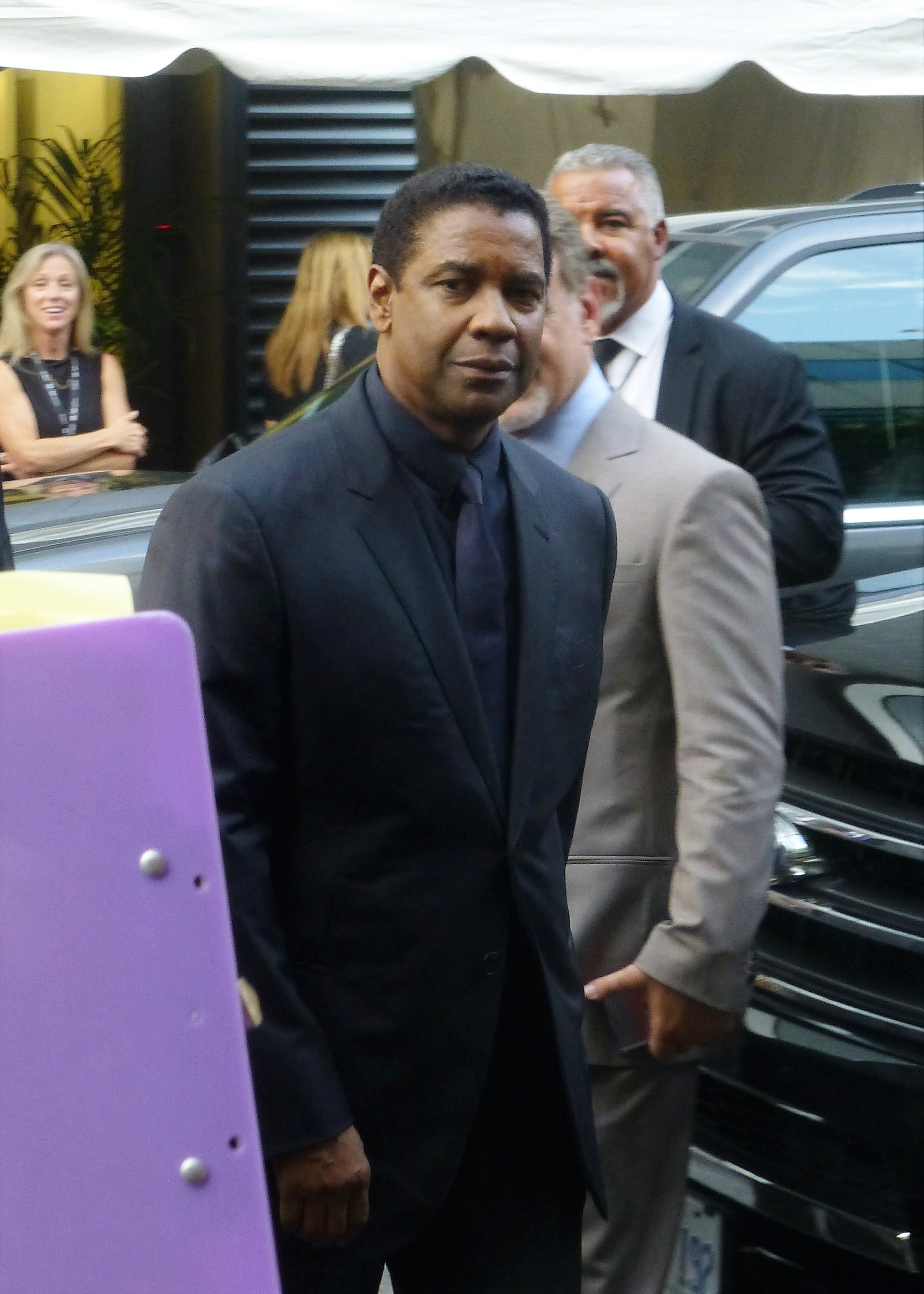
Denzel Washington est Sam Chisolm, le chasseur de primes
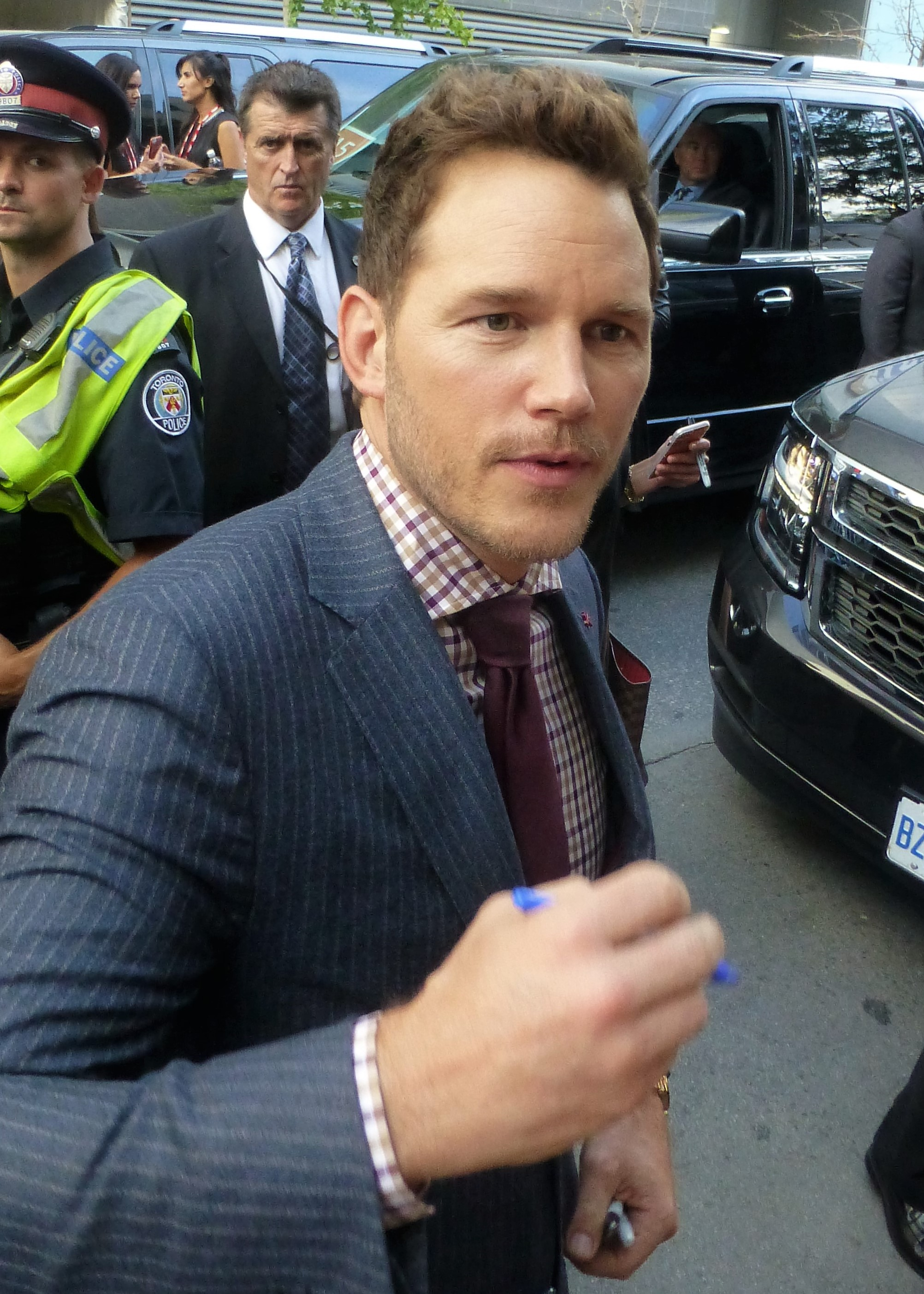
Chris Pratt est Josh Faraday, le joueur
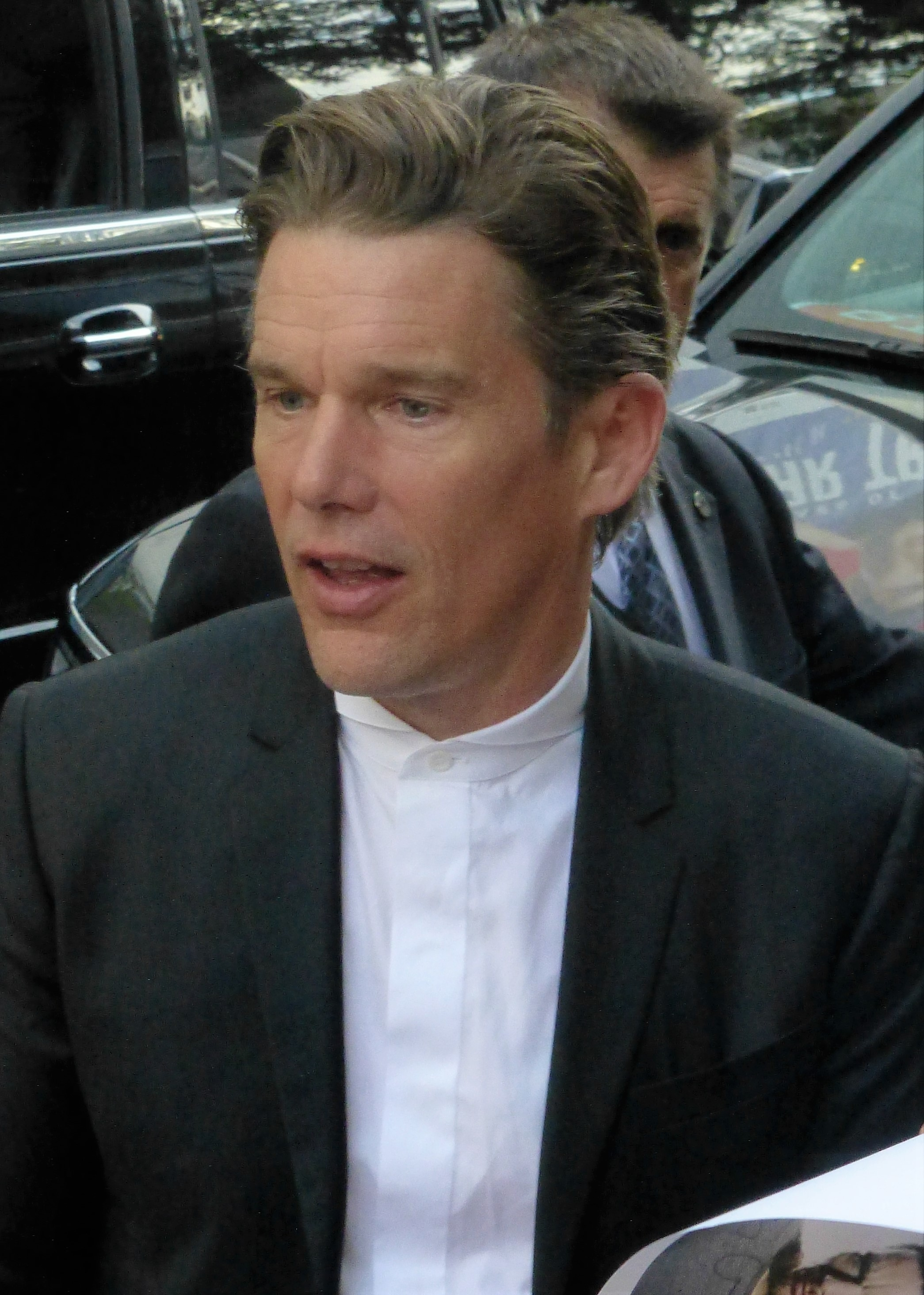
Ethan Hawke est Goodnight Robicheaux, le tireur d'élite
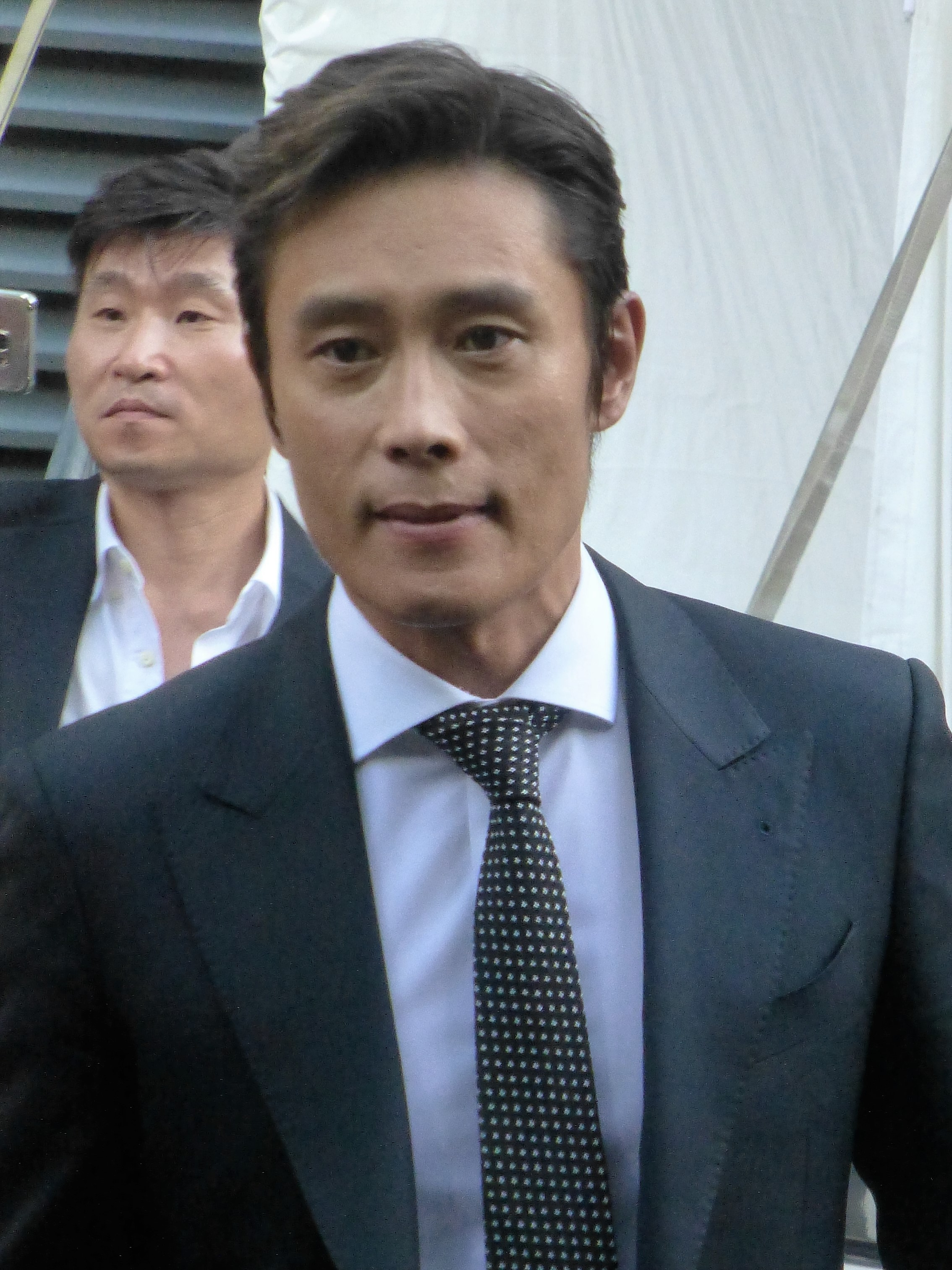
Byung-Hun Lee est Billy Rocks, l'assassin
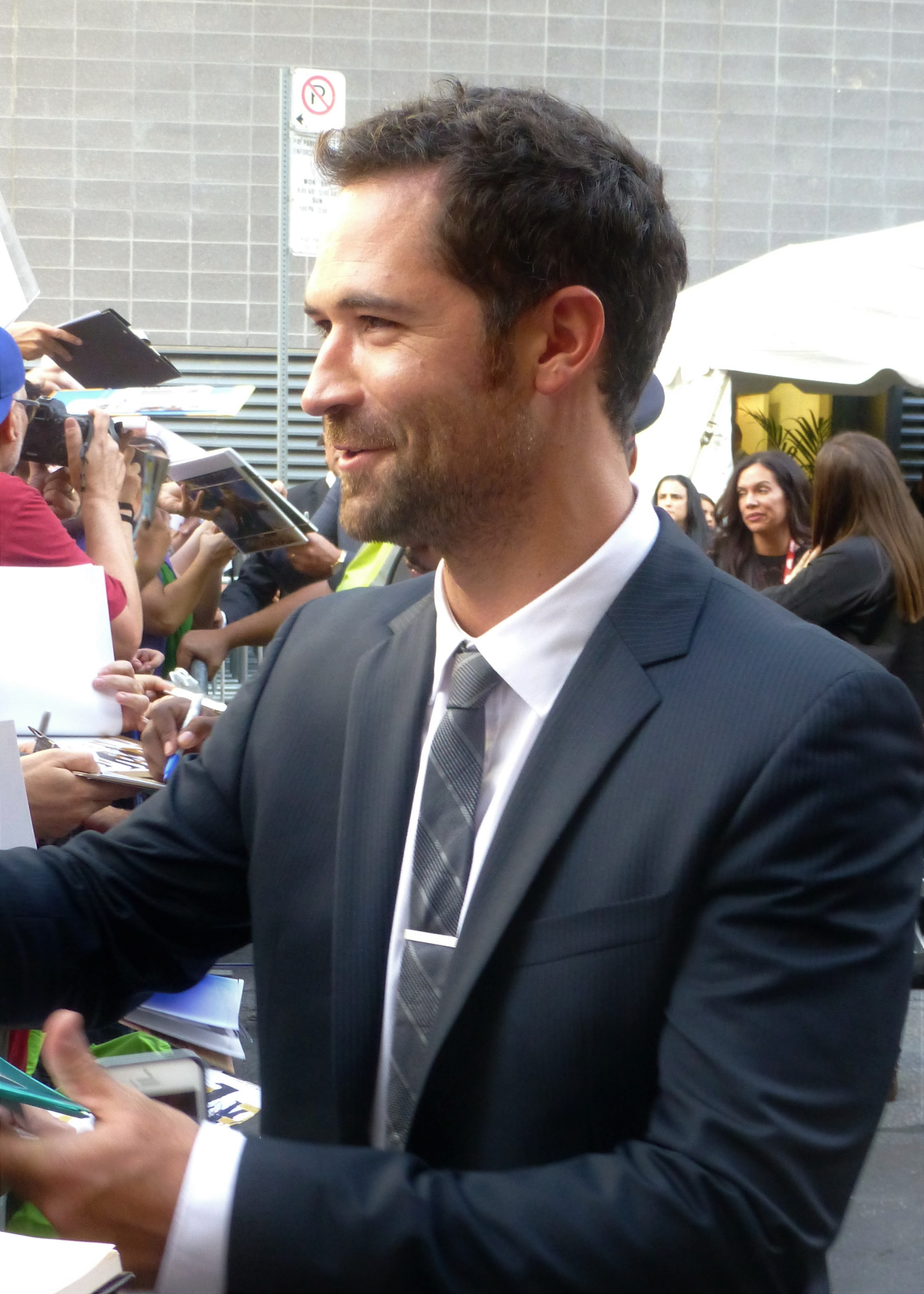
Manuel Garcia-Rulfo est Vasquez, le hors-la-loi
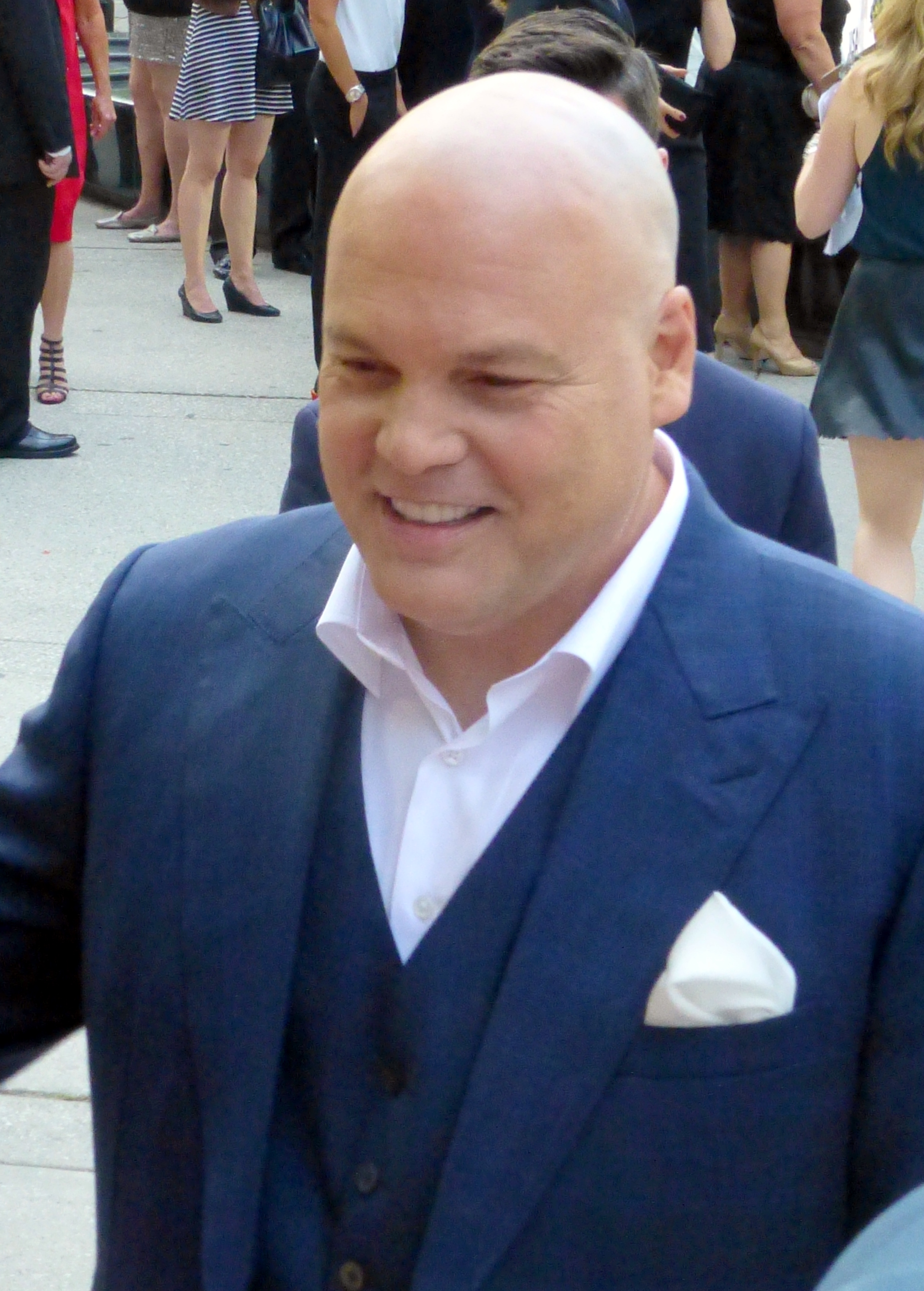
Vincent D'Onofrio est Jack Horne, le pisteur
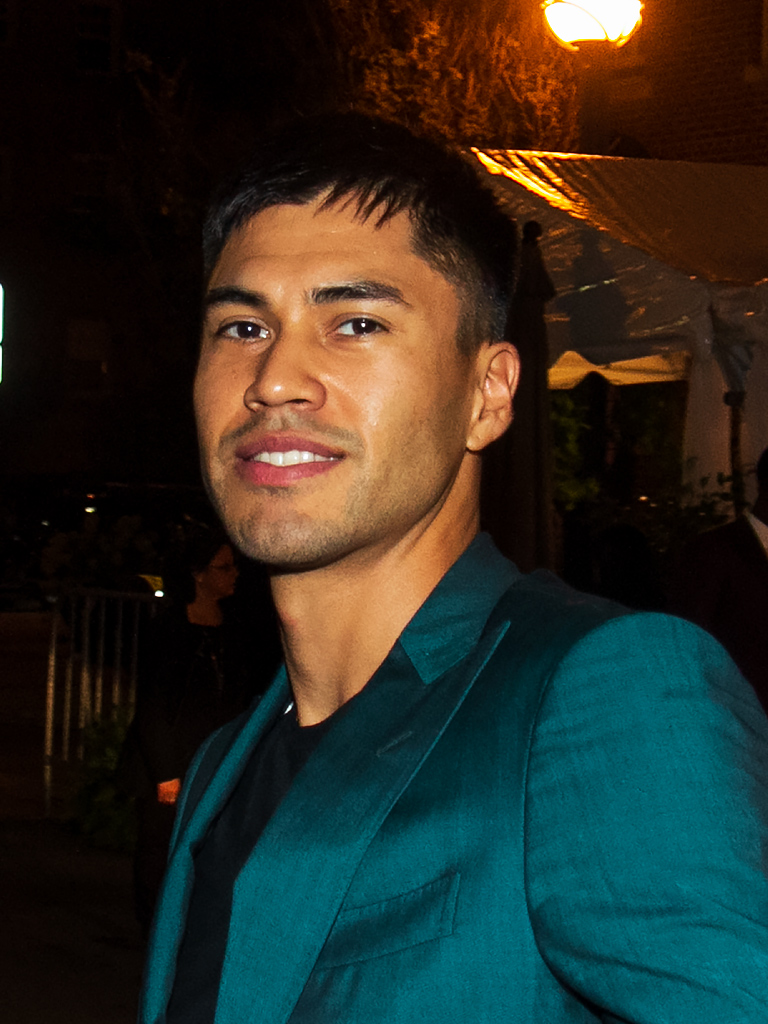
Martin Sensmeier est Red Harvest, le guerrier comanche

## Production

### Genèse, développement et attribution des rôles
Un remake des Sept Mercenaires (1960) de John Sturges était envisagé dès 2012, avec Tom Cruise en tête d'affiche. Les noms de Kevin Costner, Morgan Freeman ou encore Matt Damon sont ensuite évoqués pour l'épauler.
En décembre 2014, Chris Pratt entre en négociations pour rejoindre Denzel Washington, qui tient finalement le premier rôle, à la place de Tom Cruise. En février 2015, Haley Bennett décroche le rôle féminin principal, celui d'une veuve cherchant à se venger. Peter Sarsgaard rejoint la distribution en mai 2015 pour incarner l'antagoniste principal.
Jason Momoa était initialement lié au film, mais il le quitte finalement pour incarner Aquaman dans l'univers cinématographique DC,. En juillet 2015, The Daily Mirror rapporte que Vinnie Jones devrait apparaître dans le film. Il n'apparaît cependant pas dans le film.

### Tournage
Le tournage a eu lieu en Louisiane, notamment à Bâton-Rouge, mais également en Arizona (San Francisco Peaks et Coconino National Forest).

### Musique
James Horner avait signé pour composer la musique du film quelque temps avant son décès, survenu accidentellement le 22 juin 2015. En juillet 2015, Antoine Fuqua découvre que le compositeur avait fini d’écrire et qu'il voulait en faire la surprise au réalisateur. James Horner avait composé la musique en se basant uniquement sur le scénario. Ses partitions sont ensuite retrouvées par son exécuteur testamentaire. Simon Franglen a ensuite composé quelques musiques complémentaires.
Liste des titres
1. Rose Creek Oppression - 1:55
2. Seven Angels Of Vengeance - 3:24
3. Lighting The Fuse - 1:21
4. Volcano Springs - 2:56
5. Street Slaughter - 3:22
6. Devil In The Church - 2:06
7. Chisolm Enrolled - 3:10
8. Magic Trick - 2:37
9. Robicheaux Reunion - 1:47
10. A Bear In Peoples Clothes - 2:01
11. Red Harvest - 2:02
12. Takedown - 5:50
13. Town Exodus / Knife Training - 2:11
14. 7 Days, That's All You Got - 1:49
15. So Far So Good - 4:32
16. Sheriff Demoted - 1:58
17. Pacing The Town - 3:53
18. The Deserter - 4:52
19. Bell Hangers - 1:43
20. Army Invades Town - 3:34
21. Faraday's Ride - 4:03
22. Horne Sacrifice - 2:42
23. The Darkest Hour - 4:28
24. House Of Judgment - 5:25
25. Seven Riders - 2:58
26. The Magnificent Seven - 1:49 (composé par Elmer Bernstein pour le film de 1960)

## Sortie et accueil

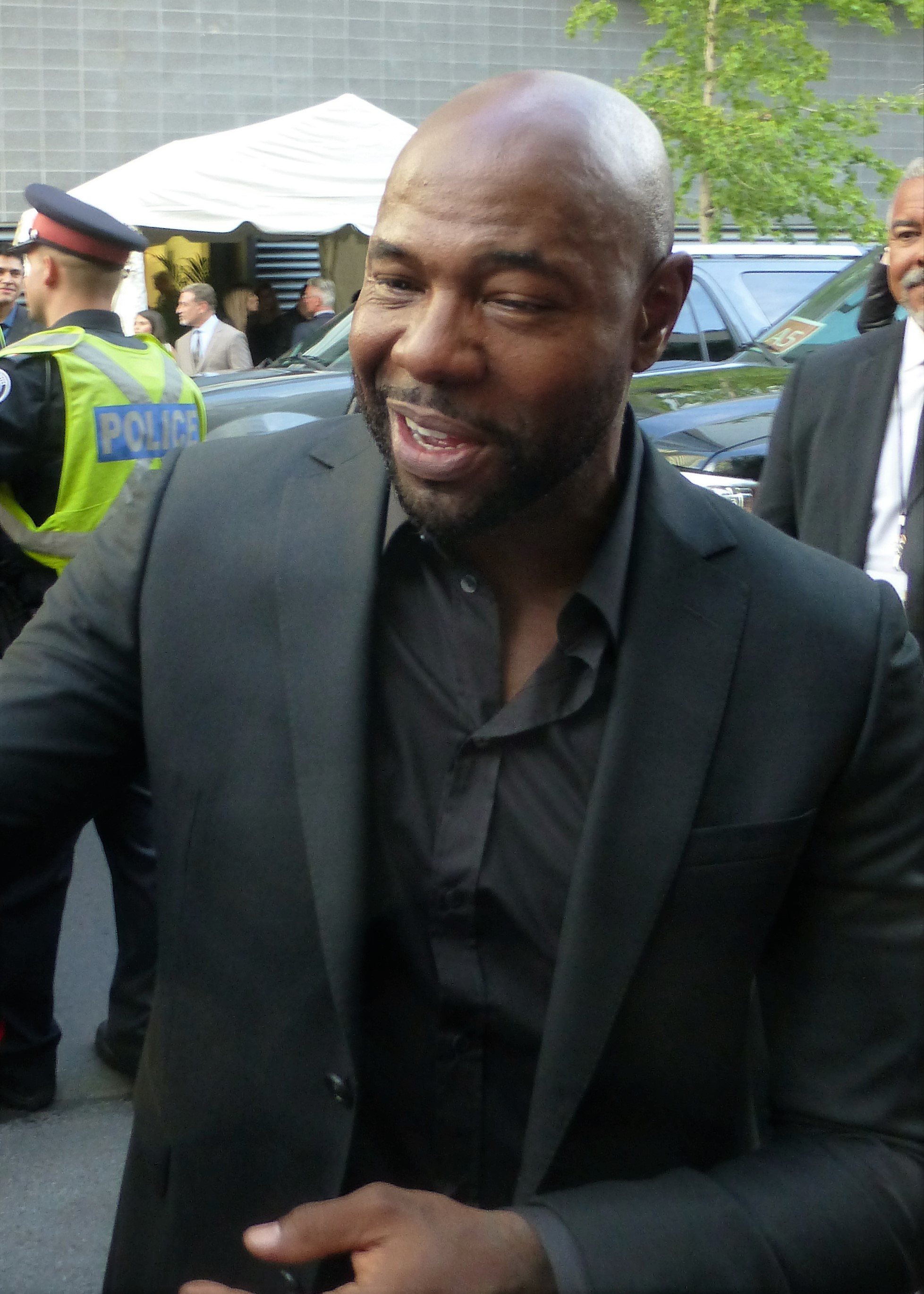
Le réalisateur du film Antoine Fuqua à la première au Festival international du film de Toronto 2016

### Critiques
Sur l'agrégateur américain Rotten Tomatoes, le film obtient 62 % d'opinions favorables pour 273 avis comptabilisés et une moyenne de 6⁄10. Sur Metacritic, il enregistre une note moyenne de 54⁄100, pour 50 critiques
En France, le film décroche une moyenne de 3⁄5 pour 26 titres de presse recensés par le site Allociné. Du côté des avis positifs, on peut lire sous la plume de Guillemette Odicino dans Télérama : « Ça dégaine aussi vite que dans un jeu vidéo et les chorégraphies des gunfights lorgnent vers Tarantino, mais c'est bien cette union interraciale qui fait la force du tableau. Les visages des trois survivants de cette guerre contre le pouvoir de l'argent ? Un joli pied de nez à l'Amérique wasp... ». Caroline Vié de 20 minutes écrit « Antoine Fuqua livre un remake vitaminé d’un classique du western signé par John Sturges en 1960 ». Dans Les Fiches du cinéma, Marine Quinchon pense que « Antoine Fuqua propose une adaptation élégante et réaliste, au rythme inégal, mais qui offre un beau rôle à Denzel Washington » mais ajoute que « le film souffre néanmoins de la comparaison avec le classique de John Sturges ». Thierry Dague du Parisien souligne quant à lui le « casting à la parité ethnique irréprochable, qui mêle acteurs noir (Denzel Washington), asiatique (Byung-Hun Lee), latino (Manuel Garcia-Rulfo), indien (Martin Sensmeier) aux Blancs Chris Pratt, Ethan Hawke et Vincent D'Onofrio ». Dans Paris Match, Alain Spira écrit que le réalisateur « s'en donne à cœur joie dans la surenchère flingueuse. La bataille finale, magistralement mise en scène, donne dans la surenchère façon Fort Alamo. À vrai dire, ça tire tellement qu'à la fin, cela en serait presque plombant... ».
Du côté des critiques négatives, Barbara Théate du JDD écrit notamment que c'est « un film qui remplit juste son contrat côté action, mais où le Stetson n’est qu’un déguisement ». Dans Studio Ciné Live, Thomas Baurez déplore qu'Antoine Fuqua « filme platement ce western et adopte un montage nerveux en guise de cache-misère ». François Forestier de L'Obs pointe quant à lui du doigt le choix des acteurs « il est impossible de croire que Denzel Washington est un cow-boy d’enfer, il est complètement hors de son bocal (pressenti, Tom Cruise a refusé, mais il n’aurait pas été mieux) ». Thomas Sonitel dénonce dans Le Monde une opération à but purement mercantile qui ne se distingue que par son cynisme et son mauvais goût.

### Box-office
Sorti aux États-Unis dans 3 674 salles, Les Sept Mercenaires prend facilement la première place du box-office avec 34 703 397 $, signant ainsi le meilleur démarrage du réalisateur Antoine Fuqua sur le territoire américain et le troisième meilleur démarrage de la carrière de Denzel Washington. Le film n'est pas diffusé au-delà de 3 696 salles et finit son exploitation en salles avec plus de 93 400 000 $.
À l'international, Les Sept Mercenaires rapporte 68 927 981 $, pour un total de 162 360 636 $.
En France, le western ne connaît pas le même succès que la version de 1960 et totalise plus de 631 000 entrées après sept semaines d'exploitation, alors que son illustre aîné avait réussi à faire plus de 7 millions d'entrées à une époque où le mode de diffusion des films en salles se faisaient sur la durée d'exploitation et sur un nombre de salles moins large que de nos jours.  
| Pays ou région    | Box-office      | Date d'arrêt du box-office | Nombre de semaines |
| ----------------- | --------------- | -------------------------- | ------------------ |
| États-Unis Canada | 93 432 655 $    | 5 janvier 2017             | 15                 |
| France            | 631 947 entrées | 16 novembre 2016           | 7                  |
| Total mondial     | 162 360 636 $   | 7 février 2017             | -                  |